# Емре Бельозоглу
Емре Бельозоглу (на турски: Emre Belözoğlu), по-известен само като Емре, е бивш турски футболист, играещ като полузащитник. През 2004 е избран от Пеле за един от 125-те най-добри живи футболисти. Играл е за трите турски гранда – Галатасарай, Фенербахче и Истанбул Башакшехир.

## Кариера
Емре започва кариерата си в юношеските формации на Зетинбурноспор. На 16 години е забелязан от Бюлент Юндер – бивш играч на Галатасарай. Той препоръчва младия талант на треньора Фатих Терим. През 1996 подписва първия си професионален договор с Галатасарай. В края на 1996/97 Емре влиза като резерва в мач срещу Бешикташ при резултат 2-2 и вкарва победния гол, с който донася шампионската титла на своите. Талантът израства като футболист със съотборници, като Георге Хаджи и Георге Попеску.
С Галатасарай печели 4 титли на Турция, 3 национални купи, купата на УЕФА и Суперкупата на Европа. Неговият тим достига до 1/4 финал на Шампионската лига
През 2001 турският халф е желан от Реал Мадрид, Интер, Барселона и ФК Валенсия, но италианците изпреварват конкуренцията. Те плащат на Галатасарай 10 млн. евро. Емре получава прякорът „Босфорският Марадона“, защото стилът му на игра прилича на този на аржентинецът. Участва на Мондиал 2002, като помага на Турция да достигне до трето място там. През сезон 2002/03 получава награда за играч на сезона в Интер. Той е 17-ият играч, удостоен с този приз.
Достига 1/2 финал на Шампионската лига. В състава на Интер по онова време играят още трима играчи от балканския полуостров-Йоргос Карагунис, Деян Станкович и Синиша Михайлович. През сезон 2004/05 е преследван от травми и губи титулярното си място.
През юли 2005 Емре е продаден на английския Нюкасъл Юнайтед за 3,8 млн. Той е харесван от феновете на Нюкасъл заради спосоността си да решава мачове. В отбора е 3 години, но честите контузии му пречат да разкрие пълния си потенциал. Емре е запомнен като футболист на Нюкасъл най-вече с победния гол в дербито срещу Съндърланд от пряк свободен удар.
От юли 2008 Емре е играч на Фенербахче. Много фенове на родния му Галатасарай започват кампании „Анти-Емре“, защото е подписал договор с вечния враг. Футболистът признава, че от малък е фен на Фенербахче. Играе на Евро 2008, но още в първия мач се контузва и повече не се появява на терена. През първия си сезон при „Фенерите“ играчът е далеч от познатата форма. Сезон 2009/10 е далеч по-силен за Емре. Избран е за най-добър играч в местното първенство. През 2010 е включен в отбора на десетилетието на Интер, направен от сайта goal.com. През следващия сезон става шампион на страната, но поради съмнения за уговаряне на мачове е разпитван в прокуратурата В края на 2011 е отстранен от отбора поради сбиване с един от треньорите През април 2012 е наказан за 2 мача поради расизъм.
В края на май 2012 подписва за 2 години с Атлетико Мадрид.Там не успява да се наложи, изигравайки само 7 мача. В началото на 2013 се връща във Фенербахче.

## Награди

### Отборни
- Шампион на Турция – 1996/97, 1997/98, 1998/99, 1999/2000, 2010/11
- Носител на купата на Турция – 1995/96, 1998/99, 1999/2000, 2011/12
- Носител на купата на УЕФА – 1999/2000
- Носител на суперкупата на УЕФА – 2000
- Носител на купата на Италия – 2004/05
- Носител на Интертото – 2006

### Индивидуални
- ФИФА 100
- Футболист на годината в турската Суперлига – 2009/10
- Футболист на годината на ФК Интер – 2002/03